# Gelson Fernandes
Gelson da Conceição Tavares Fernandes (* 2. September 1986 in Praia, Kap Verde) ist ein ehemaliger Schweizer Fussballspieler kapverdischer Abstammung. Der defensive Mittelfeldspieler spielte in seiner Karriere europaweit professionell Fussball. Zuletzt war er beim Bundesligisten Eintracht Frankfurt aktiv, mit dem er im Mai 2018 den DFB-Pokal gewann. Von 2007 bis 2018 spielte Fernandes zudem 67-mal für die Schweizer A-Nationalmannschaft, mit der er an je zwei Europa- und Weltmeisterschaften teilnahm.

## Karriere

### Vereine

#### Anfänge beim FC Sion
1991 zog Fernandes als Fünfjähriger gemeinsam mit seiner Mutter aus der Hauptstadt der Kapverdischen Inseln nach Sitten in die Schweiz, da sein Vater dort Arbeit gefunden hatte. Beim FC Sion begann er, Fussball zu spielen und durchlief alle Jugendabteilungen. Von 2004 bis 2007 gehörte er dem Profikader des Vereins an. 2004 bis 2006 bestritt er 65 Zweitligaspiele, 2006/07 – aufstiegsbedingt – 34 Erstligaspiele. Sein Erstligadebüt gab er am 19. Juli 2006 (1. Spieltag) beim torlosen Remis im Auswärtsspiel gegen den Grasshopper Club Zürich, sein einziges Erstligator gelang ihm am 14. Oktober 2006 (11. Spieltag) mit dem Treffer zum 1:1-Endstand in der 90. Minute im Auswärtsspiel gegen den FC Luzern.

#### Manchester City und Saint-Étienne
Zur Saison 2007/08 wechselte Fernandes zum englischen Erstligisten Manchester City. Die Transfersumme von 9,1 Millionen Franken war seinerzeit die zweithöchste, die je von einem ausländischen Verein für einen Schweizer Spieler gezahlt wurde. Nachdem er 2007/08 nur zu vereinzelten Teileinsätzen gekommen war, konnte sich Fernandes in Manchester einen Stammplatz erarbeiten und spielte dort meist an der Seite des Routiniers Dietmar Hamann.
Zur Saison 2009/10 wechselte Fernandes zum französischen Erstligisten AS Saint-Étienne, für den er 33 Ligaspiele bestritt.

#### Leihspieler in Verona, Leicester und Udine
Zur Saison 2010/11 wechselte Fernandes – auf Leihbasis – zum italienischen Erstligisten Chievo Verona und erzielte in 29 Einsätzen zwei Tore. Am 12. September 2010 (2. Spieltag) debütierte er beim 3:1-Sieg im Auswärtsspiel gegen den CFC Genua; sein erstes Ligator erzielte er am 22. September 2010 (4. Spieltag) beim 3:1-Sieg im Auswärtsspiel gegen den SSC Neapel mit dem Treffer zum zwischenzeitlichen 2:1 in der 58. Minute.
Zu Beginn der Saison 2011/12 wechselte er – erneut auf Leihbasis – zum englischen Zweitligisten Leicester City. Sein einziges Ligator in 15 Ligaeinsätzen gelang ihm am 20. August 2011 (11. Spieltag) beim 2:2-Unentschieden im Auswärtsspiel gegen Nottingham Forest mit dem Treffer zum zwischenzeitlichen 2:0 in der 21. Minute.
In der Winterpause folgte eine weitere Leihvereinbarung mit dem italienischen Erstligisten Udinese Calcio, der am Ende der Spielzeit die Kaufoption ungenutzt liess.

#### Sporting Lissabon und FC Sion

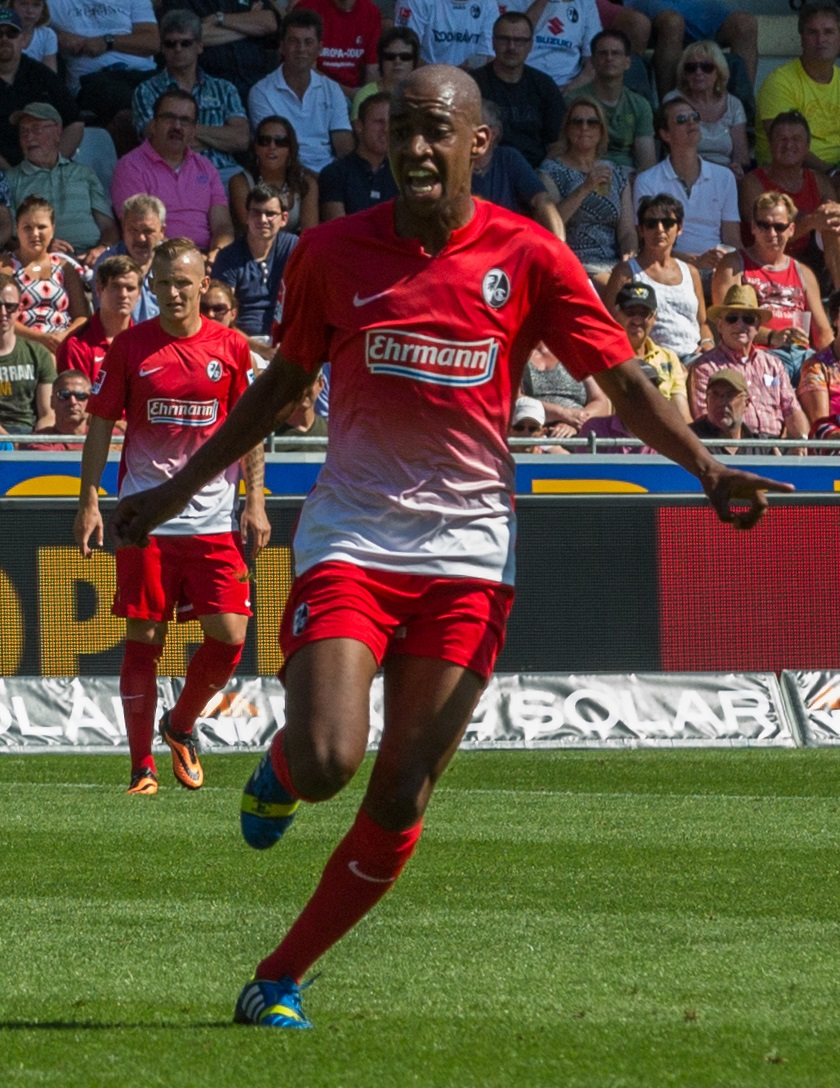
Gelson Fernandes im Trikot des SC Freiburg (August 2013)

In der Sommerpause 2012 wurde der noch bis 2013 gültige Vertrag zwischen Saint-Étienne und Fernandes aufgelöst. Fernandes unterschrieb daraufhin beim portugiesischen Erstligisten Sporting Lissabon einen Vierjahresvertrag; bestritt aber lediglich sechs Ligaspiele. Im Dezember 2012 wurde bekannt, dass er für anderthalb Jahre als Leihgabe zum FC Sion zurückkehren werde.

#### Bundesliga und drei Jahre Rennes
Zur Saison 2013/14 wechselte er zum Bundesligisten SC Freiburg. Für diesen absolvierte er 38 Spiele und erzielte ein Tor. Er wurde in 30 Spielen in der Bundesliga eingesetzt sowie in 5 Spielen in der Europa League und 3 Spielen im DFB-Pokal.
Nach einer Saison beim SC Freiburg wechselte Fernandes im August 2014 in die Ligue 1 zu Stade Rennes.

#### Rückkehr in die Bundesliga
Zur Saison 2017/18 wechselte Fernandes zum Bundesligisten Eintracht Frankfurt, bei dem er einen Zweijahresvertrag unterschrieb. Im Mai 2018 gewann der Schweizer mit der Mannschaft nach einem 3:1-Finalsieg gegen den FC Bayern München den DFB-Pokal. Im Dezember desselben Jahres wurde sein Vertrag bis Juni 2020 verlängert. In der Spielzeit 2018/19 drang er mit der Eintracht bis in den Halbfinal der Europa League vor und scheiterte mit seiner Mannschaft dort im Elfmeterschiessen am FC Chelsea; Fernandes wurde im Wettbewerb neunmal eingesetzt. Insgesamt stand der Schweizer für die Frankfurter in 81 Pflichtspielen auf dem Feld. Mit dem Ende der Bundesliga-Spielzeit 2019/20 beendete Fernandes seine aktive Karriere.

### Nationalmannschaften

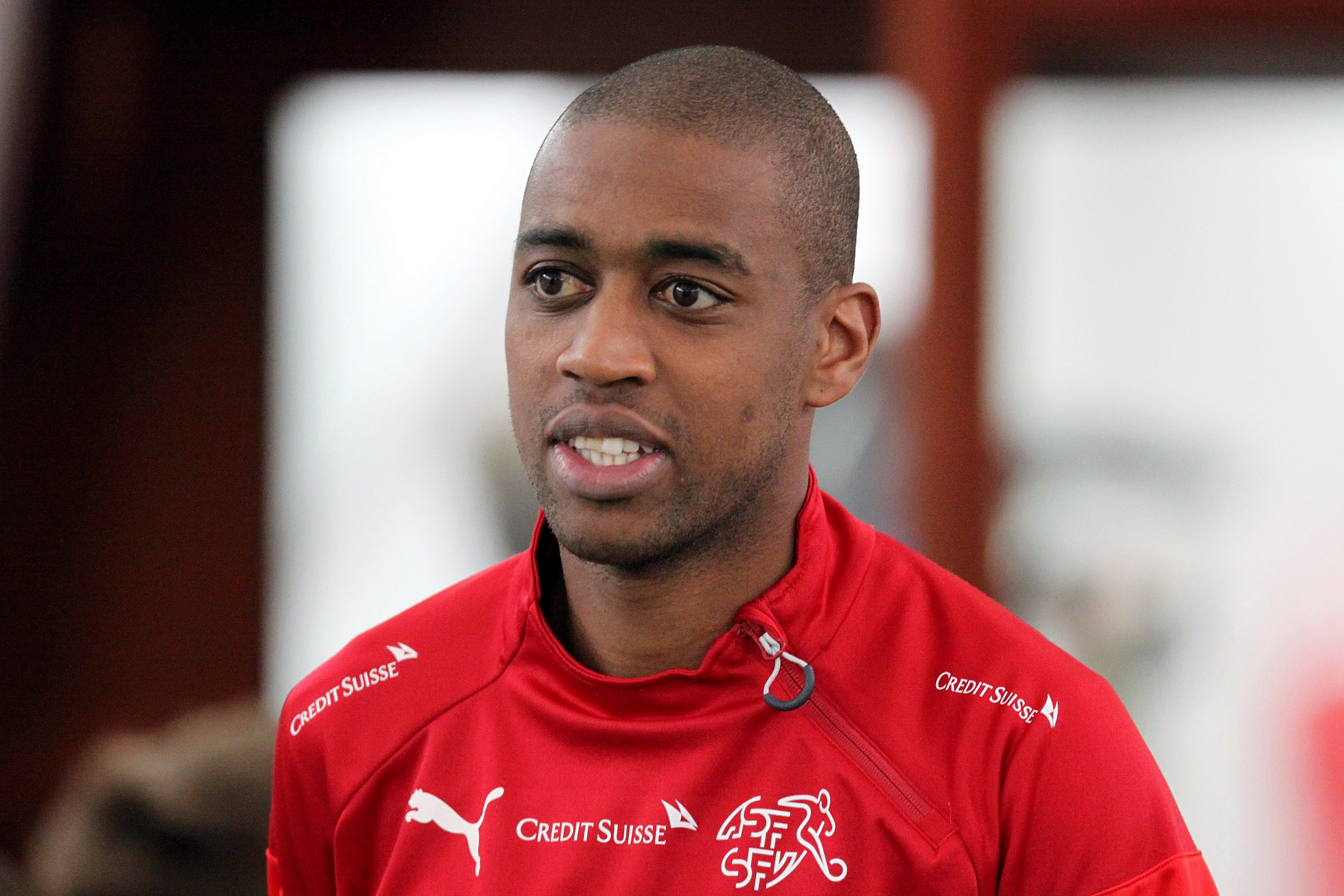
Fernandes im Dress der Nationalmannschaft (2015)

Fernandes spielte insgesamt 25-mal für verschiedene Schweizer Juniorennationalmannschaften. Er war Captain der Schweizer U-21-Nationalmannschaft.
Am 22. August 2007 gab er sein Debüt in der A-Nationalmannschaft beim Testspiel gegen die Niederlande. Seitdem gehörte er zum Stamm des Teams. Bei der Europameisterschaft 2008 in Österreich und der Schweiz stand er erstmals bei einem grossen Turnier im Aufgebot der Schweiz, kam mit seiner Mannschaft jedoch nicht über die Gruppenphase hinaus. Im ersten Gruppenspiel der Schweiz während der Weltmeisterschaft 2010 in Südafrika erzielte er den 1:0-Siegtreffer gegen Spanien und sorgte damit für den ersten Sieg gegen eine spanische A-Nationalmannschaft überhaupt; die Schweiz musste sich dennoch mit dem 3. Gruppenplatz begnügen und schied frühzeitig aus dem Turnier aus. Bei der Europameisterschaft 2016 in Frankreich wurde er in das Aufgebot der Schweiz aufgenommen. In zwei der drei Gruppenspiele kam er als Einwechselspieler jeweils in der letzten Viertelstunde zum Einsatz. Auch im Achtelfinal gegen Polen wurde er bei einem 0:1-Rückstand eine Viertelstunde vor Ende der regulären Spielzeit ins Spiel genommen. Es kam zum Ausgleich und zur Verlängerung und schliesslich zum Penaltyschiessen, das das Schweizer Team verlor und ausschied. Bei der Weltmeisterschaft 2018 in Russland gehörte er zum Aufgebot der Schweiz. Er kam zu keinem Einsatz und schied mit der Mannschaft im Achtelfinal aus. Am 7. August 2018 gab er nach 67 Spielen mit 2 Torerfolgen seinen Rücktritt aus der Nationalmannschaft bekannt.

### Erfolge
Eintracht Frankfurt
- DFB-Pokal-Sieger: 2018

## Familie
Sein Cousin ist der Profifussballer Edimilson Fernandes.